# Таптугари
Таптуга́ри (рос. Таптугары) — селище у складі Могочинського району Забайкальського краю, Росія. Входить до складу Семиозернинського сільського поселення.

## Населення
Населення — 534 особи (2010; 626 у 2002).
Національний склад (станом на 2002 рік):
- росіяни — 96 %